# Dionizy (Szumilin)
Dionizy, imię świeckie Pawieł Siergiejewicz Szumilin (ur. 28 kwietnia 1979 w Aleksinie) – rosyjski biskup prawosławny.

## Życiorys
Ukończył studia na Moskiewskim Państwowym Uniwersytecie Ekologii Inżynieryjnej (MGUIE), uzyskując dyplom inżyniera produkcji chemicznej. W latach 2003–2004 pracował w Naukowo-Badawczym i Konstruktorskim Instytucie Technologii Montażowej w Moskwie jako inżynier-technolog. W 2005 r. wstąpił jako posłusznik do Monasteru Daniłowskiego. W marcu 2010 r. został postrzyżony na mnicha riasofornego, przyjmując imię zakonne Anatol na cześć świętego mnicha Anatola Optyńskiego. W monasterze był lektorem, zakrystianem, zajmował się sprzedażą świec cerkiewnych i był osobistym służką (cs. kielejnik) przełożonego monasteru. W 2010 r. ukończył w trybie zaocznym seminarium duchowne w Moskwie. W grudniu 2011 r. złożył wieczyste śluby zakonne, przyjmując nowe imię zakonne Dionizy na cześć świętego mnicha Dionizego z Radoneża. 19 lipca 2012 r. arcybiskup siergijewsko-posadski Teognost wyświęcił go na hierodiakona. W 2017 r. ukończył, również zaocznie, studia na Moskiewskiej Akademii Duchownej. Od tego samego roku służył w eparchii borysoglebskiej.
11 września 2017 r. biskup borosoglebski i buturlinowski Sergiusz wyświęcił go na hieromnicha. Od października tego samego roku był ekonomem monasteru św. Serafina z Sarowa w Nowomakarowie. Od czerwca roku następnego był pełniącym obowiązki przełożonego wspólnoty, a równocześnie dziekanem dekanatu biskupiego (od 2020 r. przemianowanego na dekanat monasterski), zaś od 31 grudnia 2019 r. także sekretarzem rady eparchialnej. W 2020 r. został mianowany przełożonym monasteru św. Serafina z Sarowa i otrzymał godność ihumena.
13 października 2022 r. Święty Synod Rosyjskiego Kościoła Prawosławnego nominował go na biskupa rossoszańskiego i ostrogoskiego. W związku z tą decyzją trzy dni później otrzymał godność archimandryty. Jego chirotonia biskupia odbyła się 25 grudnia 2022 r. w cerkwi Świętych Cyryla i Metodego w Moskwie-Rostokinie pod przewodnictwem patriarchy moskiewskiego i całej Rusi Cyryla. Przełożonym monasteru w Nowomakarowie pozostawał jeszcze do maja roku następnego.